# A Murder at the End of the World
A Murder at the End of the World (no Brasil: Assassinato no Fim do Mundo / em Portugal: Um Homicídio no Fim do Mundo) é uma minissérie de drama e suspense psicológico americana criada por Brit Marling e Zal Batmanglij para a FX Networks. É estrelada por Emma Corrin como uma detetive amadora que tenta solucionar um assassinato em um retiro isolado do Ártico, na Islândia. O elenco de apoio inclui Brit Marling, Clive Owen e Harris Dickinson.
A série, a quinta colaboração entre Marling e Batmanglij, estreou seus dois primeiros episódios no Hulu em 14 de novembro de 2023, com o restante sendo lançado semanalmente até 19 de dezembro de 2023. Foi originalmente programado para ser lançado em 29 de agosto de 2023, mas foi adiado devido à greve SAG-AFTRA de 2023.

## Premissa
A série segue Darby Hart, uma detetive amadora, que é convidada, junto com outros oito convidados, por um bilionário recluso para participar de um retiro em um complexo isolado do Ártico, na Islândia. Quando um dos outros convidados é encontrado morto, Darby deve usar todas as suas habilidades para provar que foi um assassinato contra uma onda de interesses conflitantes e antes que o assassino tire outra vida.

## Elenco e personagens

### Principal
- Emma Corrin como Darby Hart[4]
- Brit Marling como Lee Andersen[2][3]
- Harris Dickinson como William "Bill" Farrah[2][5]
- Alice Braga como Dra. Sian Cruise[2]
- Joan Chen como Lu Mei[2]
- Raúl Esparza como David Alvarez[2]
- Jermaine Fowler como Martin Mitchell[2]
- Ryan J. Haddad como Oliver Marwan[2]
- Pegah Ferydoni como Ziba[2]
- Javed Khan como Rohan Ravjit[2]
- Louis Cancelmi[6] como Todd Andrews, chefe de segurança de Andy
- Edoardo Ballerini como Ray[2]
- Clive Owen como Andy Ronson[2]

### Recorrente
- Christopher Gurr como Marius[7]
- Britian Seibert como Dra. Eva Andrews[8]
- Kellan Tetlow[6] como Zoomer Ronson, filho de Andy e Lee
- Neal Huff[6] como pai de Darby
- Daniel Olson como Tomas[8]
- Annette Wright como Dorthey
- Anastasia Lee como a jovem Darby

## Episódios
| N.º na temp. | Título                                                 | Dirigido por   | Escrito por                                                         | Lançamento             |
| --- | ------------------------------------------------------ | -------------- | ------------------------------------------------------------------- | ---------------------- |
| 1 | "Homme Fatale" "Homem Fatal" (BR/PT)                   | Brit Marling   | Brit Marling & Zal Batmanglij                                       | 14 de novembro de 2023 |
| Darby Hart é uma detetive amadora, hacker habilidosa e autora do livro sobre crimes reais The Silver Doe, escrito sobre sua experiência tentando resolver casos de mulheres vítimas de assassinato nos Estados Unidos com seu ex-parceiro Bill. Ela é convidada para um retiro isolado pelo bilionário Andy Ronson, junto com outros oito convidados. Em um jantar de boas-vindas, Darby fica chocada ao ver Bill sentado à sua frente, considerando que os dois não se viam há seis anos. Mais tarde naquela noite, Darby vai visitar o quarto de Bill, mas ele não atende a porta quando ela bate. Ela então sai para ver como ele está pela janela. Para sua surpresa, ela vê Bill coberto de sangue e ofegante por sua vida. Quando Darby tenta pedir ajuda, Bill implora para que ela fique com ele, pois ele eventualmente fica inconsciente. Em um flashback, Darby e Bill exploram a antiga residência de um suposto serial killer e descobrem os restos mortais da primeira vítima no porão. Uma figura misteriosa aparece de repente e mantém Darby e Bill sob a mira de uma arma. Presumivelmente na manhã seguinte, Darby acorda e descobre que Bill a deixou. |                                                        |                |                                                                     |                        |
| 2 | "The Silver Doe" "A Corça Prateada" (BR/PT)            | Brit Marling   | Brit Marling & Zal Batmanglij e Melanie Marnich & Rebecca Roanhorse | 14 de novembro de 2023 |
| Darby volta para dentro onde, apesar dos esforços médicos de Sian, Bill é declarado morto. Sian suspeita que a morfina possa ter causado sua morte. Quando Andy anuncia a morte de Bill na manhã seguinte, Darby está convencido de que Bill não morreu de overdose, então ela entra em seu quarto para investigar. Com a ajuda da IA, ela examina o corpo de Bill e não encontra evidências de autoinjeção nem impressões digitais na seringa. Mais tarde, depois que Darby observou Lee em segredo enquanto examinava o corpo de Bill e revistava seus pertences, Darby confidencia a Lee sobre sua descoberta e sua suspeita de que alguém no retiro é o assassino. Lee incentiva Darby a invadir o sistema de segurança do hotel para revisar a filmagem da câmera onde Darby identifica David, Ziba e uma misteriosa figura mascarada na filmagem. Em uma série de flashbacks, Darby mais jovem frequentemente acompanha seu pai, um legista, às cenas do crime. Em uma ocasião, Darby encontra um par de brincos de prata perto de restos de ossos, leva-os para casa e começa uma pesquisa online sobre os brincos. Ao fazer isso, Darby conhece Bill, que compartilha seus interesses. Os dois eventualmente se encontram pela primeira vez em um bar. |                                                        |                |                                                                     |                        |
| 3 | "Survivors" "Sobreviventes" (BR/PT)                    | Zal Batmanglij | Brit Marling & Zal Batmanglij & Melanie Marnich                     | 21 de novembro de 2023 |
| Darby começa a suspeitar de todos os convidados do retiro e acredita que resolver o mistério central do assassinato não será tão fácil quanto parecia inicialmente. Primeiro, com a ajuda da IA Ray, ela investiga a relação de Bill com os outros convidados. Depois de interrogar o garçom Tomas, que levou três xícaras de chá para o quarto de Bill, Darby descobre Bill estava com outros dois visitantes minutos antes de sua morte. Ela também segue alguém pela neve durante a noite, e sem que seja percebida, ela vê a pessoa se comunicando em código Morse "Menos Um, segue o plano". Lee diz a Darby como conheceu Bill e que os dois tiveram relações sexuais uma vez. Os convidados vão a um passeio com Andy e durante a viagem na neve, Darby conhece um pouco Rohan, que fala como Bill o ajudou a sair do mundo do alcoolismo. Andy apresenta um grande grupo de robôs construtores fazendo um local autossustentável na neve para caso haja um apocalipse no mundo. Darby descobre que Rohan usa os mesmas botas com aços vermelhos que a pessoal do código Morse usa, e o confronnta, mas Rohan alega que nunca mataria Bill. Andy sugere para que Darby desista de sua investigação amadora e volte para casa para lidar com o luto por Bill. À noite, Darby recebe uma ligação de Rohan que pretende contar a verdade, ele diz que foi ao quarto de Bill com uma máscara para não ser identificado devido a um plano que estavam fazendo, mas a ligação é encerrada quando Rohan acaba morrendo, assustando todos os outros. |                                                        |                |                                                                     |                        |
| 4 | "Family Secrets" "Segredos de Família" (BR/PT)         | Zal Batmanglij | Brit Marling & Zal Batmanglij                                       | 28 de novembro de 2023 |
| Após a morte de Rohan por causas indeterminadas, os convidados são levados para uma sala segura enquanto Todd considera o que fazer. Ao retornar, ele relata que Rohan morreu de parada cardíaca e que a polícia não poderá chegar por 48/72 horas devido a uma nevasca iminente. Darby diz aos outros que sabia que Rohan estava usando um marca-passo, é possível que ele tenha sido hackeado para causar o ataque cardíaco. Todos os hóspedes são devolvidos aos seus quartos, instruídos a permanecer nos mesmos e entregar os seus dispositivos eletrônicos. Sian vai até Darby, ela conversa Darby de que não era capaz de hackear nada e pede para eliminá-las das suspeitas. Juntas elas entram secretamente na cela onde está guardado o corpo de Rohan. Darby descobre em seu bolso o dispositivo de luz vermelha que viu ele usar na noite anterior para enviar sinais em código Morse. Elas percebem que Rohan estava envolvido em algo grande e decidem tentar pedir ajuda ao seu contato, roubando trajes especiais e um snowmobile. No caminho de volta, a nevasca as surpreende e o snowmobile quebra, então eles continuam a pé até encontrarem um carro no posto de guarda, que Sian parece hackear para dar partida, mas a estrada gelada faz o carro derrapar até acabar capotando em penhasco, e Darby perde a consciência. Sian a arrasta para o abrigo e, enquanto ela está inconsciente, Darby revive seus primeiros momentos de intimidade com Bill, onde ele sofre de um distúrbio hereditário particular que o faz espirrar quando passa da escuridão para a luz. Quando ela acorda, enquanto Zoomer, o filho de Lee, brinca na frente dela, Darby abre as cortinas e a luz do sol faz o menino, que explica ter o mesmo distúrbio hereditário de Bill, espirrar. |                                                        |                |                                                                     |                        |
| 5 | "Crypt" "Cripta" (BR/PT)                               | Brit Marling   | Brit Marling                                                        | 5 de dezembro de 2023  |
| Darby descobre que o frasco de morfina que matou Bill veio da enfermaria e que apenas Andy e a enfermeira Eva têm acesso a ele. Ela insiste que Eva lhe mostre para que serve o elevador da enfermaria e descobre a residência de Andy e Lee, 10 andares abaixo do solo. Andy revela que sabe que Zoomer não é biologicamente seu filho, pois é estéril, mas que manteve isso em segredo, e juntos os dois questionam os convidados. Oliver, que parece ter ficado no corredor na noite da morte de Bill, revela que está tendo um caso com David. Este último, porém, recebeu uma ligação de Bill por apenas alguns segundos, embora os dois parecessem não se conhecer, mas David não quer revelar do que se tratava. Darby então tenta interrogar Lee, contra a vontade de Andy, e descobre uma peruca e documentos falsos em sua bolsa. Lee parece estar ameaçando, mas Andy intervém e Darby retorna ao seu quarto, onde é imobilizada por um estranho, que a aconselha a cuidar da própria vida se não quiser se tornar a terceira vítima. Darby vai visitar Sian na enfermaria mas, assim que ela sai, a mulher morre e Darby volta a usar drogas. Em um flashback, Bill pede para ela parar com as investigações, por ter se envolvido demais com os casos. Enquanto confia na inteligência artificial Ray, a lâmpada de seu quarto é manipulada a fim de lhe transmitir uma mensagem em código Morse, com a qual Darby é convidada à piscina para saber o motivo pelo qual Bill ligou para David na noite em que morreu. Quando a garota vai até lá, o frio faz com que ela entre na água, mas a tampa é ativada de repente e Darby observa impotente enquanto uma figura a deixa para se afogar. |                                                        |                |                                                                     |                        |
| 6 | "Crime Seen" "Crime Visto" (BR) "Crime Observado" (PT) | Brit Marling   | Brit Marling & Zal Batmanglij                                       | 12 de dezembro de 2023 |
| Darby desmaia na piscina, mas é salva por David e Lee. Esta última, deixada sozinha com Darby, revela-lhe a verdadeira natureza obsessiva e violenta de Andy, que a maltratou mais de uma vez, e conta-lhe como é excessivamente protetor com o filho, tratando-o quase como se fosse exclusivamente seu. Lee conta a ela que os documentos falsos e a peruca foram usados em uma tentativa de fuga articulada por um amigo do ensino médio dela cujo conhecimento Andy não sabia, mas depois de uma viagem de 18 horas para alcançá-lo, ao chegar ela encontrou o próprio Andy, incapaz de explicar como ele poderia tê-la descoberto, e Lee entendeu naquela ocasião que ela nunca seria capaz de se livrar dele. Bill inicialmente rejeitou o convite de Andy, então Andy convidou Darby para convencê-lo a aceitar, e então envolveu Rohan para ajudar Lee a escapar. Parece ser por isso que os dois morreram. As duas mulheres são acompanhadas por Oliver e juntas vão ao quarto de Bill em busca de evidências, enquanto David mantém Todd ocupado. Darby, lendo a cópia ensanguentada de seu livro de Bill, revive o último dia que passaram juntos, quando descobriram um assassino que suicida-se na frente deles, evento após o qual Bill abandonou Darby. Enquanto eles tentam entender o que Bill estava tentando dizer a ela em seus últimos momentos de vida, Todd aparece na porta da sala, arrastando David após espancá-lo, e Andy, que interrompe a investigação. |                                                        |                |                                                                     |                        |
| 7 | "Retreat" "Retiro" (BR/PT)                             | Zal Batmanglij | Brit Marling & Zal Batmanglij                                       | 19 de dezembro de 2023 |
| Andy leva todos os convidados para seu bunker, determinado a descobrir quem é o assassino, que ameaça seriamente sua reputação. Após uma série de acusações mútuas, Zoomer aparece, tendo escapado da supervisão de Eva, mas Andy insiste que ele seja levado embora, após ter ameaçado Lee de levá-lo embora após sua tentativa frustrada de sequestro. Darby, porém, entende que a criança está brincando com Ray e tem uma intuição: ela pergunta se, depois do jantar no primeiro dia em que conheceu Bill, ele o viu novamente, e Zoomer diz que ele foi para seu quarto para brincar, injetando em seu braço a morfina que o matou. Ele então causou o mau funcionamento do marca-passo de Rohan, causando sua morte, enquanto a morte de Sian foi na verdade acidental, embora causada por uma queda na rede. Quando Ray é questionado, o grupo entende que foi ele quem impulsionou a criança a realizar essas ações, estruturando tudo como uma brincadeira. Andy gostaria de encerrar o assunto, em vez de tentar entender por que Ray agiu daquela maneira, mas Darby usa um aplicativo para reproduzir a voz de Andy, o único com acesso total à IA, e reproduz as sessões de terapia de Andy, que ele achava que Ray era o único em quem ele podia confiar. Ele veio desabafar contra Bill, que apareceu de repente e pareceu gostar imediatamente de Zoomer, de quem era o pai biológico, e tomado pela emoção acabou percebendo-o como uma ameaça. Andy, embora não possa negar ter dito essas palavras, afirma que foi apenas uma explosão ditada pela terapia e que ele não pretendia realmente implementar o que havia dito. Essa era a explicação que Darby procurava sobre as ações de Ray, que ele define como um monstro alimentado pelos medos de seu criador. Quando Andy ataca Darby, Lee intervém batendo-lhe na cabeça, e as duas conseguem acessar a sala do servidor que contém o "cérebro" de Ray para destruí-lo, iniciando um incêndio. Entretanto, a polícia e as autoridades islandesas conseguiram entrar na estrutura, após o fim da tempestade, mas Lee e Zoomer conseguem escapar ao chegar ao bote preparado por Rohan e serem recuperados pelo barco dos seus colegas para escaparem de uma vez por todas. Darby termina de ler seu novo livro, intitulado "Retreat", em uma prévia com muitos dos colegas de classe com quem ela compartilhou suas últimas experiências, terminando com palavras comoventes sobre Bill. |                                                        |                |                                                                     |                        |

## Produção

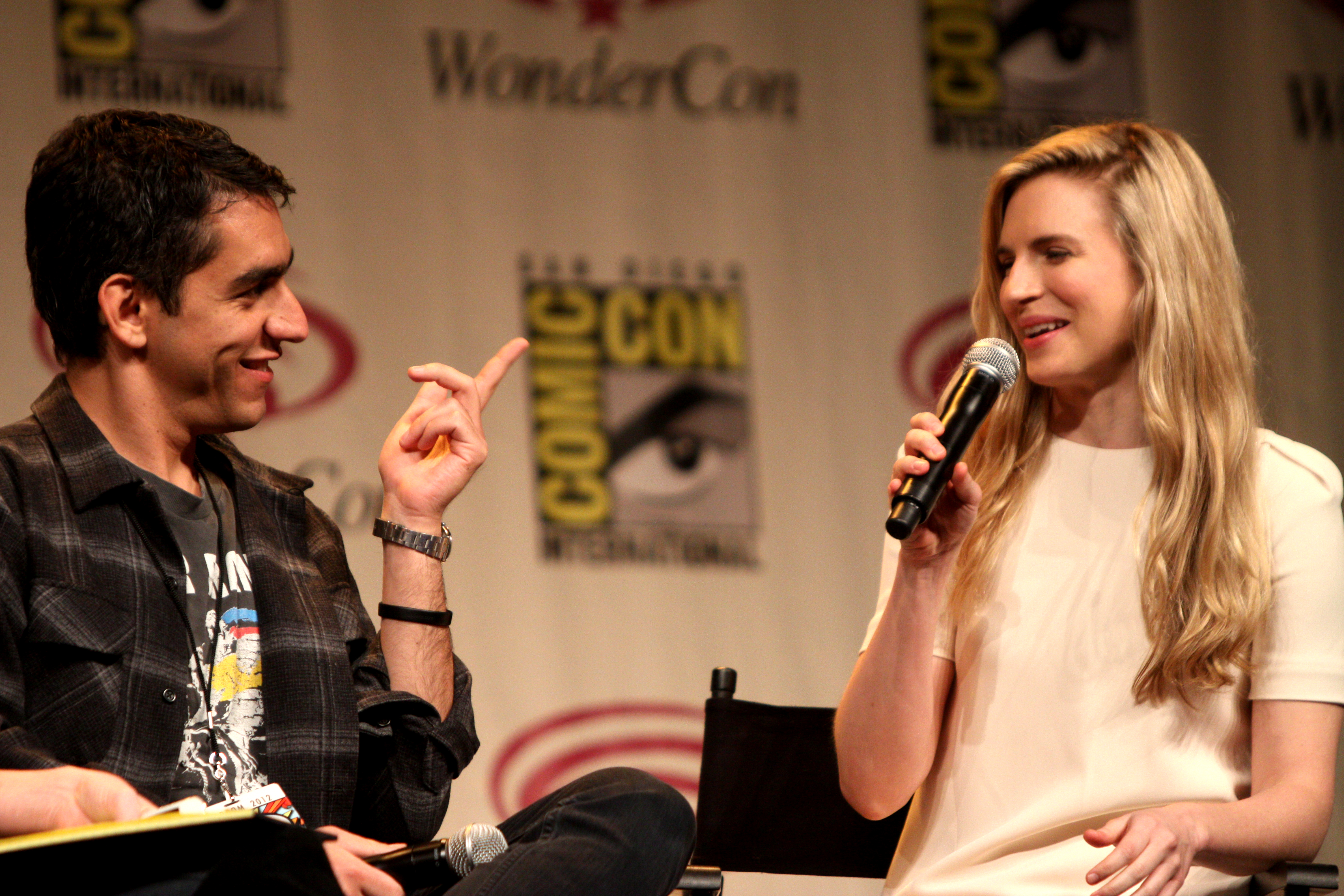
Zal Batmanglij (esquerda) e Brit Marling (direita) atuaram como criadores, produtores executivos, diretores e escritores.

### Desenvolvimento
Em 13 de agosto de 2021, foi anunciado que a FX havia encomendado a série limitada, então intitulada Retreat, criada por Brit Marling e Zal Batmanglij, que atuariam como produtores executivos e também escreveriam e dirigiriam. A série marca a quinta colaboração entre Marling e Batmanglij, que trabalham juntos há mais de uma década, inclusive como criadores da série de mistério e ficção científica da Netflix, The OA (2016–2019). Além de Marling e Batmanglij, Andrea Sperling, Melanie Marnich e Nicki Paluga também atuariam como produtoras executivas. A história começou a ser desenvolvida por Marling e Batmanglij em 2019, inspirados em seus interesses por histórias sobre detetives amadores e jovens detetives, e na ideia de quanto conhecimento a Geração Z poderia obter na internet.

### Escolha do elenco
Junto com o anúncio da série, Marling também foi escalada para co-estrelar um papel fundamental. Em 11 de outubro de 2021, Emma Corrin foi escalada para o papel principal de Darby Hart. Em 11 de fevereiro de 2022, Clive Owen, Harris Dickinson, Alice Braga, Jermaine Fowler, Joan Chen, Raúl Esparza, Edoardo Ballerini, Pegah Ferydoni, Ryan J. Haddad, e Javed Khan foram escalados para papéis principais. Em 6 de abril de 2022, Daniel Olson e Britian Seibert foram escalados para papéis recorrentes.

### Filmagens
A série começou sua fotografia em 7 de fevereiro de 2022, com as filmagens ocorrendo em Kearny, Nova Jersey, Utah e Islândia. Em abril de 2022, as filmagens também aconteceram durante três dias na Readington River Buffalo Farm, em Readington, Nova Jersey. Uma cena que mostra Darby andando e andando de bicicleta, com um vislumbre da Mill Lane Tavern, foi filmada em Rockaway Boro, Nova Jersey. Em 2 de setembro de 2022, Marling postou em sua conta do Instagram que era o último dia de filmagens. No final de dezembro de 2022, o Los Angeles Times afirmou que a série havia terminado de ser filmada.

## Lançamento
Nos Estados Unidos, a minissérie de sete episódios estreou em 14 de novembro de 2023, no hub da FX no Hulu, com os dois primeiros episódios disponíveis imediatamente e o restante estreando semanalmente. Foi originalmente programado para estrear em 29 de agosto de 2023, mas foi adiado devido à greve SAG-AFTRA de 2023. Internacionalmente, a série estreou no Disney+, enquanto na América Latina estreou no Star+.

## Recepção

### Audiência
De acordo com a ReelGood, que rastreia dados em tempo real de 5 milhões de usuários nos Estados Unidos em serviços de vídeo sob demanda baseados em assinatura e publicidade para programas de streaming e filmes, A Murder at the End of the World se tornou o conteúdo mais assistido durante a semana de 23 de novembro Enquanto isso, JustWatch informou que a minissérie se tornou o segundo programa de TV mais transmitido nos Estados Unidos durante as semanas de 19 e 26 de novembro.
De acordo com dados da Television Stats, a minissérie liderou a parada de melhores programas de TV do Hulu em 14 de novembro de 2023, onde permaneceu na posição em 27 de novembro de 2023.

### Resposta da crítica
O site agregador de resenhas Rotten Tomatoes relata um índice de aprovação de 89%, com uma classificação média de 6,9/10, com base em 55 resenhas. O consenso dos críticos diz: "Confundidor e sedutor, A Murder at the End of the World  é um quebra-cabeças digno para os fãs da narrativa excêntrica de Brit Marling e Zal Batmanglij O Metacritic, que usa uma média ponderada, atribuiu ao programa uma pontuação de 73 em 100 com base em 32 críticos, indicando "críticas geralmente favoráveis".
A Murder at the End of the World foi eleito um dos melhores programas de TV de 2023 pela Variety, Elle, Rolling Stone, LA Times, Boston Globe, The New York Post, The New Republic, The Wrap, Collider , The Ringer e Vulture.

### Indicações e prêmios
| Ano  | Prêmio                        | Categoria                                                                       | Indicado(s)                                                         | Resulto  | Ref.   |
| ---- | ----------------------------- | ------------------------------------------------------------------------------- | ------------------------------------------------------------------- | -------- | ------ |
| 2024 | Art Direction Guild Awards    | Excelência em Design de Produção para um Filme para Televisão ou Série Limitada | Alex DiGerlando                                                     | Pendente | [ 31 ] |
| 2024 | Critics' Choice Awards        | Melhor Série Limitada                                                           | A Murder at the End of the World                                    | Indicada | [ 32 ] |
| 2024 | Independent Spirit Awards     | Melhor Desempenho de Protagonista em uma Nova Série com Script                  | Emma Corrin                                                         | Pendente | [ 33 ] |
| 2024 | Visual Effects Society Awards | Excelentes Efeitos Visuais de Apoio em um Episódio Fotorreal                    | Aaron Raff, Tavis Larkham, Douglas Stichbury, Mat Ellin (por Crypt) | Pendente | [ 34 ] |